# Центральний державний аудіовізуальний та електронний архів
Центра́льний держа́вний аудіовізуа́льний та електро́нний архі́в – архівна установа, що зберігає документи Національного архівного фонду свого профілю, а саме аудіовізуальні документи, документи в електронній формі та електронні інформаційні ресурси. Архів знаходиться у підпорядкуванні Державної архівної служби України. 
Утворений відповідно до постанови Кабінету Міністрів України від 28 червня 2022 року № 732 «Про оптимізацію системи центральних державних архівів» у результаті злиття Центрального державного кінофотофоноархіву України імені Г. С. Пшеничного та Центрального державного електронного архіву України та визначений їхнім правонаступником.
Положенням про Центральний державний аудіовізуальний та електронний архів, затвердженим наказом Міністерства юстиції України від 21 липня 2022 року № 3062/5], визначено профіль архіву, згідно з яким об’єктами формування архівних колекцій є документи Національного архівного фонду загальнонаціонального значення, що є власністю держави, а саме: 
- аудіовізуальні	документи (кінодокументи, відеодокументи,	фотодокументи, фонодокументи), створені	до 1991 р.;
- аудіовізуальні	документи, що нагромадилися за час	діяльності установ, організацій,	підприємств незалежно від форми	власності, об᾿єднань громадян, приватних	осіб незалежної України;
- аудіовізуальні	документи юридичних і фізичних осіб,	що в установленому порядку надійшли	із-за кордону;
- копії	вищезазначених документів, що зберігаються	в інших архівах, музеях, бібліотеках;
- електронні	документи та електронні інформаційні	ресурси юридичних та фізичних осіб;
- страховий	фонд та фонд користування документів	Національного архівного фонду; облікові	документи та довідковий апарат до	документів (описи, каталоги, покажчики,	реєстри, огляди, бази даних тощо).

Пріоритетними завданнями, що стоять перед архівом, є: 
- забезпечення	формування Національного архівного фонду, комплектування архіву	профільними документами, їх облік,	зберігання та використання відомостей,	що містяться в них;
- надання	методичної допомоги державним архівним	установам, архівним підрозділам	юридичних осіб, фізичним особам –	власникам архівних документів щодо	роботи з аудіовізуальними та електронними	документами;
- забезпечення	 доступу до	 архівних документів і	довідкового апарату до них;
- ведення	наукової та методичної роботи у сфері	архівної справи, діловодства й	археографії, впровадження досягнень	науки та техніки в діяльність архіву	та ін.

## Історія
Зміни назв
Установу створено 20 червня 1932 року як Всеукраїнський центральний фотокіноархів у м. Києві.
1 грудня 1943 р. Всеукраїнський центральний фотокіноархів у м. Києві реорганізовано в Центральний державний архів фонофотокінодокументів УРСР.
З 1953 р. архів реорганізовано в Центральний державний архів кінофотофонодокументів УРСР.
З 31 липня 1992 р. назву архіву змінено на Центральний державний кінофотофоноархів України (ЦДКФФА України).
З 28 грудня 1998 р. архів отримав ім'я директора архіву Гордія Семеновича Пшеничного.
12 травня 2007 р. з метою вирішення завдань постійного зберігання документів в електронній формі, зокрема електронних документів, електронних інформаційних ресурсів та надання доступу до інформації цих документів, було створено Центральний державний електронний архів України (ЦДЕА України).
З 24 жовтня 2022 р. відповідно до постанови Кабінету Міністрів України від 28 червня 2022 року № 732 «Про оптимізацію системи центральних державних архівів» у результаті злиття Центрального державного кінофотофоноархіву України імені Г. С. Пшеничного та Центрального державного електронного архіву України створено Центральний державний аудіовізуальний та електронний архів, який визначений їхнім правонаступником.
1932-1945 роки
В Україні питання організації зберігання фотокінодокументів вперше порушено на початку 1930-х років. Відповідно до постанови ВУЦВК і РНК УСРР від 1930 р. «Про Єдиний державний архівний фонд УСРР» до складу фонду уперше були включені кіно- та фотодокументи. 20 червня 1932 р. прийнято постанову ВУЦВК і РНК УСРР «Про Центральну архівну управу УСРР, її місцеві органи та установи, що є при ній та при її місцевих органах», якою передбачено створення Всеукраїнського центрального фотокіноархіву в м. Києві.
Заснування вітчизняного архіву збіглось у часі зі створенням перших аудіовізуальних архівів в Європі та США (1933 — Шведський кіноархів, 1934 — Рейхсфільмархів у Берліні, 1935 — Національний кіноархів у Лондоні та кіноархів Музею сучасного мистецтва в Нью-Йорку), що в свою чергу засвідчує синхронність світової та національної практик із цілеспрямованого збереження та примноження аудіовізуальної спадщини.
Практична діяльність архіву розпочалася у 1934 р. коли було затверджено штат та призначено директора архіву. Упродовж всього довоєнного часу архів розміщувався у будівлі Всеукраїнського військово-історичного архіву (корпус № 26 Українського історико-культурного заповідника «Музейне містечко» (нині − Національний Києво-Печерський історико-культурний заповідник), де були обладнані робочі кімнати, фотолабораторія, розміщені спеціальні шафи для зберігання документів.
Станом на 1 січня 1941 р. в архіві було сконцентровано 114952 фотодокументів. З метою забезпечення збереженості документів фотолабораторія проводила дослідно-експериментальну роботу зі зберігання емульсії на склі, експерименти з вивчення процесу розкладу емульсії, виготовлення дубль-негативів із фотопозитивів. Крім того, у фотолабораторії виготовлялись копії фотодокументів за замовленнями користувачів та в рамках публікаційної діяльності архіву. Відсутність вільних приміщень позбавляла можливості розпочати приймання до архіву кінодокументів.
З початком німецького вторгнення у червні 1941 р. діяльність архіву було призупинено. Весь документальний комплекс залишався в Києві. Під час нацистської окупації Києва у травні 1942 р. документи разом із фотокартотекою було перевезено з Києво-Печерської лаври до сховища Оперативного штабу рейхсляйтера А.Розенберга. Під час боїв за Київ, у вересні і жовтні 1943 р., нацисти вивезли документи архіву до м. Ратибора (Польща), звідки сліди їх подальших переміщень губляться.
Невдовзі після звільнення Києва від нацистів, відповідно до наказу Народного комісара внутрішніх справ СРСР № 021 від 1 грудня 1943 р., архів поновив свою роботу як Центральний архів фоно-фото-кінодокументів УРСР. Цим самим наказом на посаду директора архіву призначено Г. С. Пшеничного.
Для забезпечення діяльності архіву надали частину приміщення Центрального державного історичного архіву УРСР по вул. Володимирській, 22-а.
Одним із першочергових завдань було відновлення джерельної бази архіву. У ході робіт із виявлення і збирання документів було прийнято на постійне зберігання «трофейну» кінохроніку, до складу якої ввійшла кінопродукція виробництва німецьких кіностудій ЦФО («Zentral-Filmgesellschaft Ost», ZFO) і УФА («Universum Film AG», UFA) та Румунської державної кіностудії, що демонструвалася в Україні під час окупації.
1945–1980-ті роки
У результаті пошукових операцій українськими архівістами було виявлено і повернуто до архіву близько 50 тис. фотодокументів із м. Дрездена (1946) та 17 тис. — з м. Відня (1947). Виявлений на теренах Чехословаччини еміграційний архів — зібрання Українського історичного кабінету в Празі — у 1958 р. надійшов з колекції Музею визвольної боротьби України в Празі. Із цієї колекції фотодокументи (а це понад 30 фотоальбомів) було передано архіву. Серед них особливе місце посідають фотоальбоми, що висвітлюють сторінки історії Українських Січових Стрільців, і два родинні альбоми поетеси Олени Теліги.
У 1948 р. архів отримав від ЦДАКФФД СРСР оригінали 126-ти номерів кіножурналу «Радянська Україна» виробництва Укркінохроніки за 1938—1941 рр. і декілька кінофільмів.
Цього ж року на прохання уряду УРСР Державний будинок радіомовлення і звукозапису (Москва) передав на постійне зберігання 472 граморигінали записів хронікально-документального характеру і художніх творів у виконанні корифеїв українського мистецтва О. Петрусенко, І. Паторжинського, Н. Ужвій, Ю. Шумського та ін.
Починаючи з 1948 р. архів приступив до планового комплектування й почав проводити інспекторську роботу з контролю над діяльністю і станом кіно-фотофоноархівів установ областей.
З виведенням архіву з підпорядкування МВС та перепідпорядкуванням Головному Архівному Управлінню при Раді Міністрів СРСР у 1961 р. відбулись зміни в діяльності установи, орієнтовані, у першу чергу, на поліпшення умов доступу до документів. У цьому контексті знаковою подією стало видання у 1969 р. анотованого каталогу кінодокументів «Кінолітопис. Анотований каталог кіножурналів і документальних фільмів виробництва українських студій (1923—1941)».
У 1970 р. постановою Ради Міністрів УРСР № 301 «Про заходи по поліпшенню архівної справи у міністерствах, відомствах і державних архівах республіки» прийнято рішення про будівництво спеціального приміщення для архіву за індивідуальним проєктом. Розпочате на території комплексу архівних споруд у 1972 р. будівництво завершилось введенням 1 січня 1975 р. в експлуатацію триповерхової будівлі, де розташувалися сховища документів, лабораторії, робочі кімнати.
Кінець 1980-х рр. вирізняється тим, що в цей період на тлі формування нової, ліберальнішої політики доступу до архівних документів відбулось їх розсекречування. Серед розсекречених документів архіву — «трофейні» кінофільми та кіножурнали виробництва кіностудій Німеччини та Угорщини, фотоальбоми про життя інтернованих українців у таборах для військовополонених, участь Українських Січових Стрільців у Першій світовій війні, діяльність Спілки визволення України, паради дивізії СС «Галичина» у містах Львові та Станіславі 1943 р. тощо.
1991 рік — сучасність
1992 р. архів перейменовано у Центральний державний кінофотофоноархів України (ЦДКФФА України). На вшанування пам'яті фундатора та багаторічного очільника архіву Г. С. Пшеничного за спеціальною Постановою Кабінету Міністрів України від 28 грудня 1998 р. його ім'я присвоєно архіву.
Починаючи з середини 1990-х рр., зменшуються обсяги надходжень аудіовізуальних документів до архіву. Архів вдається до викупу документів у приватних осіб, як це сталося з колекціями М. Забоченя (1991), фотокореспондента Я. Давидзона (1992, 1994), кінооператора В. Орлянкіна (1993), фотокореспондентів І. Хижняка (1996), Ю. Мосенжника (1996), О. Шаргородського (2000) та ін.
У 1995 р. з Інституту мистецтвознавства, фольклористики та етнології iм. М. Т. Рильського НАН України до архіву надійшли кінодокументи з колекції хореографа і кінематографа В.Авраменка (1895—1981), якого вважають одним із визначних представників української еміграції.
Були актуалізовані пошук і повернення в Україну культурних цінностей. У вересні 1997 р. Національна комісія з питань повернення в Україну культурних цінностей через МЗС України одержала від Федерального архіву Німеччини п'ять ящиків із фотопозитивами, а вже у листопаді 1997 р. відбулася урочиста церемонія передавання фотопозитивів архіву. Результативним продовженням українсько-німецького архівного діалогу стало передання у 1998 р. Федеральним архівом Німеччини 29 кінофільмів виробництва українських студій за 1920—1950 рр.
У 1998 р. в архіві з'явились перші відеодокументи, серед яких — інформаційні програми «Вісті тижня» телевізійно-інформаційного агентства «Вікна», інформаційний тижневик «Вікна» Міжнародного медіацентру СТБ, програма «Післямова» телекомпанії «Новий канал».
Задовольняючи потреби користувачів і поповнюючи архівні фонди відеодокументами, наприкінці 1990-х рр. архів запровадив технологію відеокопіювання. Від середини 2000-х рр. опановано технологію оцифрування документів. Тоді ж почалося приймання на постійне зберігання цифрових фотодокументів.

Табличка архіву до перейменування

На сьогоднішній день в архіві розроблено повноцінну програму з оцифровування колекцій, що дозволяє створювати копії у більшості необхідних форматів для надання користувачам, у тому числі відеокопії в роздільній здатності 2К і 4К.
Документи архіву активно використовуються у найрізноманітніших проєктах: документальних виставках, фільмах, телепередачах, науково-популярних виданнях і наукових дослідженнях. Протягом останніх років реалізовано спільні виставкові заходи з Національною парламентською бібліотекою України, Національним художнім музеєм України, Національним музеєм Тараса Шевченка, МВЦ «Музей історії міста Києва», Національним музеєм «Меморіал жертв Голодомору», Меморіальним комплексом «Національний музей історії України у Другій світовій війні», Національним історико-меморіальним заповідником «Биківнянські могили», Києво-Печерським історико-культурним заповідником, Національним заповідником «Софія Київська», Музеєм театрального, музичного та кіномистецтва України, Музеєм-квартирою Павла Тичини (Київ), Національним центром народної культури «Музей Івана Гончара», Національним культурно-мистецьким комплексом «Мистецький Арсенал», Громадським комітетом «Бабин Яр», ГО «Наукове товариство історії дипломатії та міжнародних відносин» та ін.
Читальний зал архіву забезпечує зручний та ефективний доступ користувачів до ретроспективної документної інформації, дає можливість звернення до електронних інформаційних ресурсів та перегляду аудіовізуальних документів у цифровому форматі.
До послуг користувачів ще один проєкт − «Електронний каталог аудіовізуальних документів». Каталог є у вільному доступі для широкого кола користувачів і поєднує електронні описи, додані повнотекстові монтажні листи, описи відеозйомок та переглядові копії фотодокументів. Наповненість каталогу здійснюється в режимі реального часу, а тому кількість закаталогізованих документів постійно збільшується.
Розвиток цифрових технологій зумовили активне включення архіву в розв'язання проблем, пов'язаних із формуванням фондів архіву цифровими аудіовізуальними документами. За останні п'ять років на постійне зберігання до архіву передано понад 20 000 аудіовізуальних документів. Серед постійних фондоутворювачів — провідні телерадіокомпанії, інформаційні агентства, теле- та кіностудії.
Сьогоднішній архів, його досягнення і успіхи — це результат багаторічної копіткої праці всіх поколінь її керівників, співробітників, фахівців, відданих обраній професії, це історія і традиції архівної справи з широким спектром напрямів діяльності, орієнтованих на забезпечення збереженості та доступу до аудіовізуальної спадщини. Перебуваючи в процесі постійного розвитку, технічного і технологічного удосконалення, установа крок за кроком зміцнює позиції і доводить своє право займати одне з провідних місць серед архівних установ України.

## Фонди

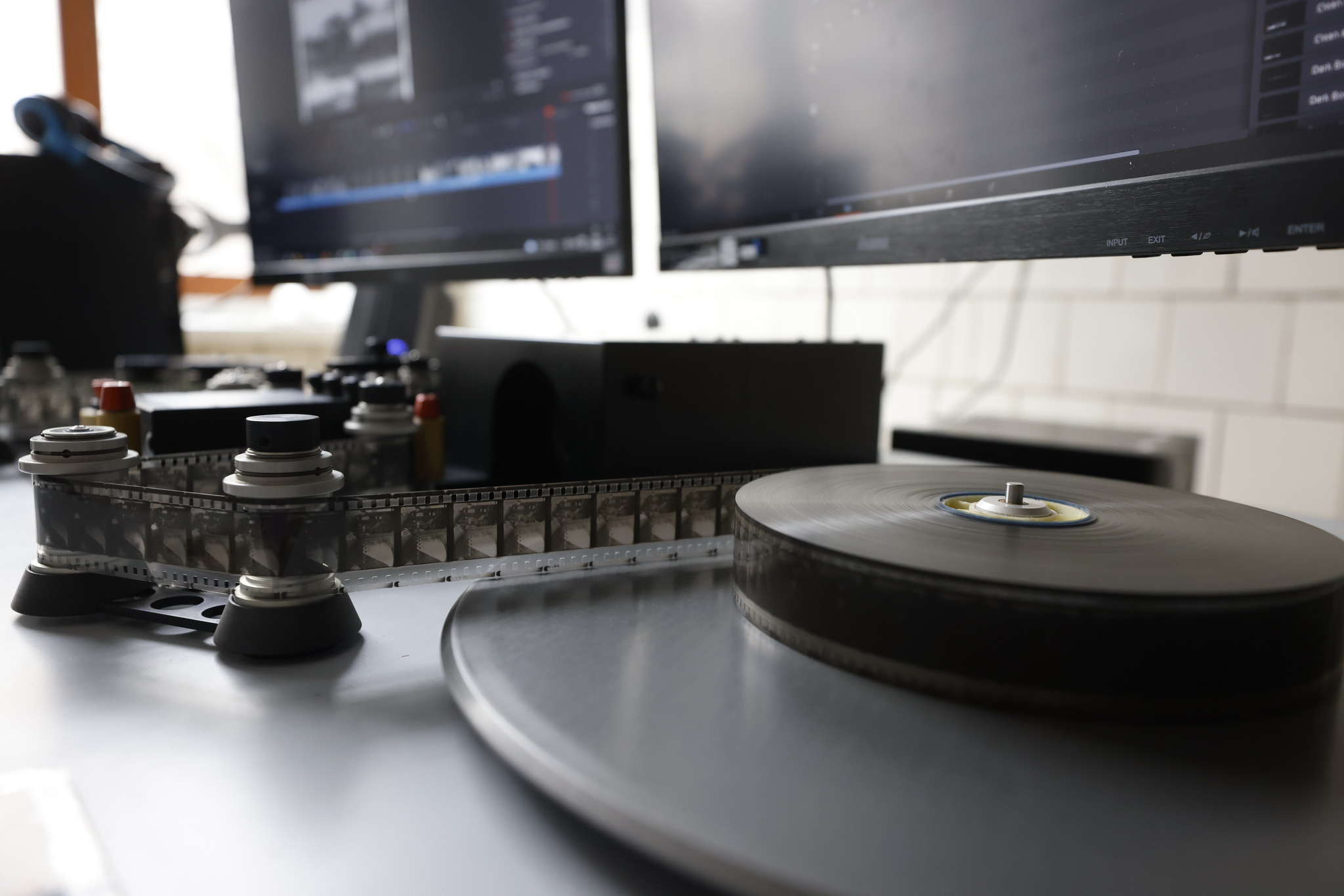
Оцифровування	архівних кінодокументів.

- Фотодокументи —	433428 одиниць обліку, 433428 одиниць зберігання;

- Кінодокументи —	12709 одиниць обліку, 63465 одиниць зберігання;
- Фонодокументи —	72782 одиниці обліку, 29946 одиниць зберігання;
- Відеодокументи —	3106 одиниць обліку, 2736 одиниць зберігання;
- Документи	в електронній формі — 42 фонди (5466 одиниць обліку, 5466 одиниць зберігання);
- Електронні	інформаційні ресурси — 243 одиниці обліку, 243	одиниці зберігання.

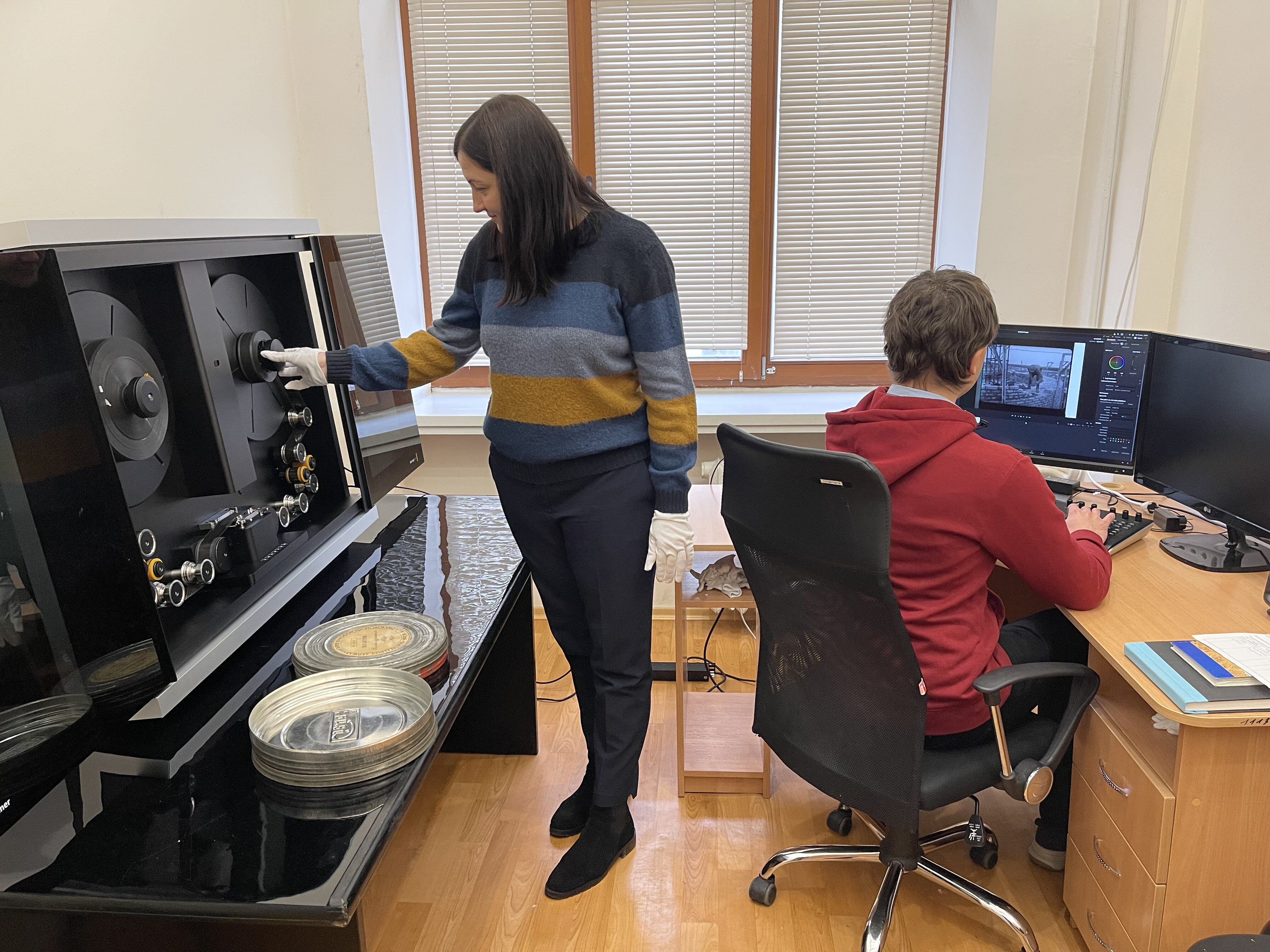
Ділянка	з оцифровування кінодокументів у	Центральному державному аудіовізуальному	та електронному архіві.

Фотодокументи представлені фотонегативами на склі і плівці, фотопозитивами, слайдами, фотоальбомами та цифровими фотодокументами. 
До унікальних документів Національного архівного фонду віднесено фотонегатив 1898 р. зйомки із зображенням доменної печі № 1 металургійного заводу товариства «Уніон» у м. Макіївці та фотоальбом світлин із видами Києва кінця ХІХ ст. 
Альбомна колекція архіву складається з 211 фотоальбомів, серед яких – альбом «Українські військові табори у містах Ліберці та Йозефіві (Чехословаччина)» про життя вояків Української Галицької Армії у таборах для інтернованих у 1918–1921 рр., що також віднесений до унікальних документів Національного архівного фонду.
До архівної колекції кінодокументів входять кіножурнали, спецвипуски, кіно- і телесюжети, документальні і науково-популярні фільми, фільми-вистави, концертні програми тощо. Переважну більшість становлять науково-популярні, документальні стрічки та періодика Української студії хронікально-документальних фільмів (Укркінохроніка), Київської кіностудії науково-популярних фільмів (Київнаукфільм), Української студії телевізійних фільмів (Укртелефільм) і Республіканської студії телебачення.
Зібрання фонодокументів складається зі звукозаписів документального характеру, художніх музичних і літературно драматичних творів. У фондах архіву представлені всі існуючі види носіїв звуку – від воскових валиків, металевих граморигіналів, грамплатівок, магнітної стрічки – до цифрових звукозаписів.
До найбільш ранніх фонодокументів архіву належать створені на початку ХХ ст. грамплатівки фірми «Zonophone Records» із записами українських пісень у виконанні хору української трупи Л. Сабініна, українського хору під керівництвом П. Шереметинського, хору української трупи Суслова, духовного співу церковного хору Київського Свято-Володимирського собору, протодиякона Харківського кафедрального собору В. Вербицького та ін.
З 1998 р. архів комплектується відеодокументами, серед перших надходжень яких – інформаційні програми «Вісті тижня» (ТІА «Вікна»), інформаційний тижневик «Вікна» (ММЦ СТБ), програма «Післямова» (ТК «Новий канал»).
Електронні інформаційні ресурси представлені колекціями вебсайтів, присвячених президентським, парламентським та місцевим виборам в Україні 2010–2019 рр., Чорнобильській катастрофі, українській діаспорі у світі, Перемозі над нацизмом у Європі, проведенню в Україні чемпіонату з футболу «Євро-2012», безсмертній спадщині Т. Шевченка, Революції Гідності 2013–2014 рр., світовій спадщині ЮНЕСКО в Україні та ін. 
Серед документів в електронній формі – 4 фонди особового походження видатних українців сучасності: С.Тримбача, В. Петущака, А. Кузьменка (Кузьми Скрябіна) та Л. Андрієвського.

## Документи архіву в Міжнародному реєстрі програми ЮНЕСКО «Пам'ять світу»

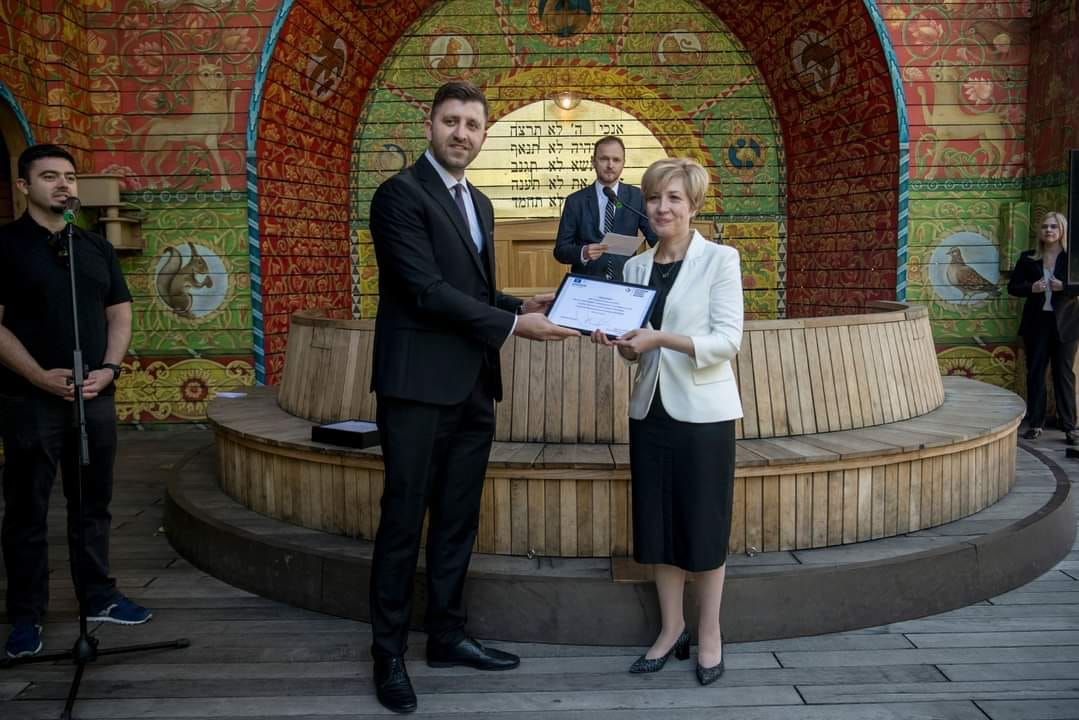
Вручення	директорці архіву Тетяні Ємельяновій	сертифікату про включення «Документальної	спадщини «Бабин Яр» до Міжнародного	реєстру програми ЮНЕСКО «Пам’ять	світу». 7 вересня 2023 р.

30 жовтня 2017 р. українську номінацію «Документальна спадщина, пов’язана з аварією на Чорнобильській АЕС» включено до Міжнародного реєстру програми ЮНЕСКО «Пам’ять світу». Серед документів архіву, що увійшли до номінації, – кінофільм режисера Володимира Шевченка «Чорнобиль. Хроніка важких тижнів». Стрічка також віднесена до унікальних документів Національного архівного фонду. 
7 вересня 2023 р. архів отримав сертифікат про включення «Документальної спадщини «Бабин Яр» до Міжнародного реєстру програми ЮНЕСКО «Пам’ять світу». До номінації зокрема увійшли кінофільм «Дорога довжиною піввіку» (Укркінохроніка, режисер Л. Автономов) та роботи режисера В. Георгієнка «Бабин Яр – правда про трагедію» і дилогія «Жінки з вулиці Бабин Яр» (Укртелефільм).

## Керівники
1. Петро	Маринчук (1934–1936);
2. Семен	Прийменко (1936–1938);
3. Наум	Лібман (три	місяці 1938 р.);
4. Панас	Безуглий (1938–1941);
5. Гордій	Пшеничний (1943–1978);
6. Олена	Базанова (1978–1984);
7. Олександр	Коваленко (1984–1990);
8. Ніна	Слончак (1990–2003);
9. Ніна	Топішко (2003–2015);
10. Владислав	Берковський (2015–2021);
11. Олександр	Буханець (2021–2022);
12. Олена	Косенко (2022–2023);
13. Тетяна	Ємельянова (з 1 серпня 2023).